# Festival di Berlino 2022

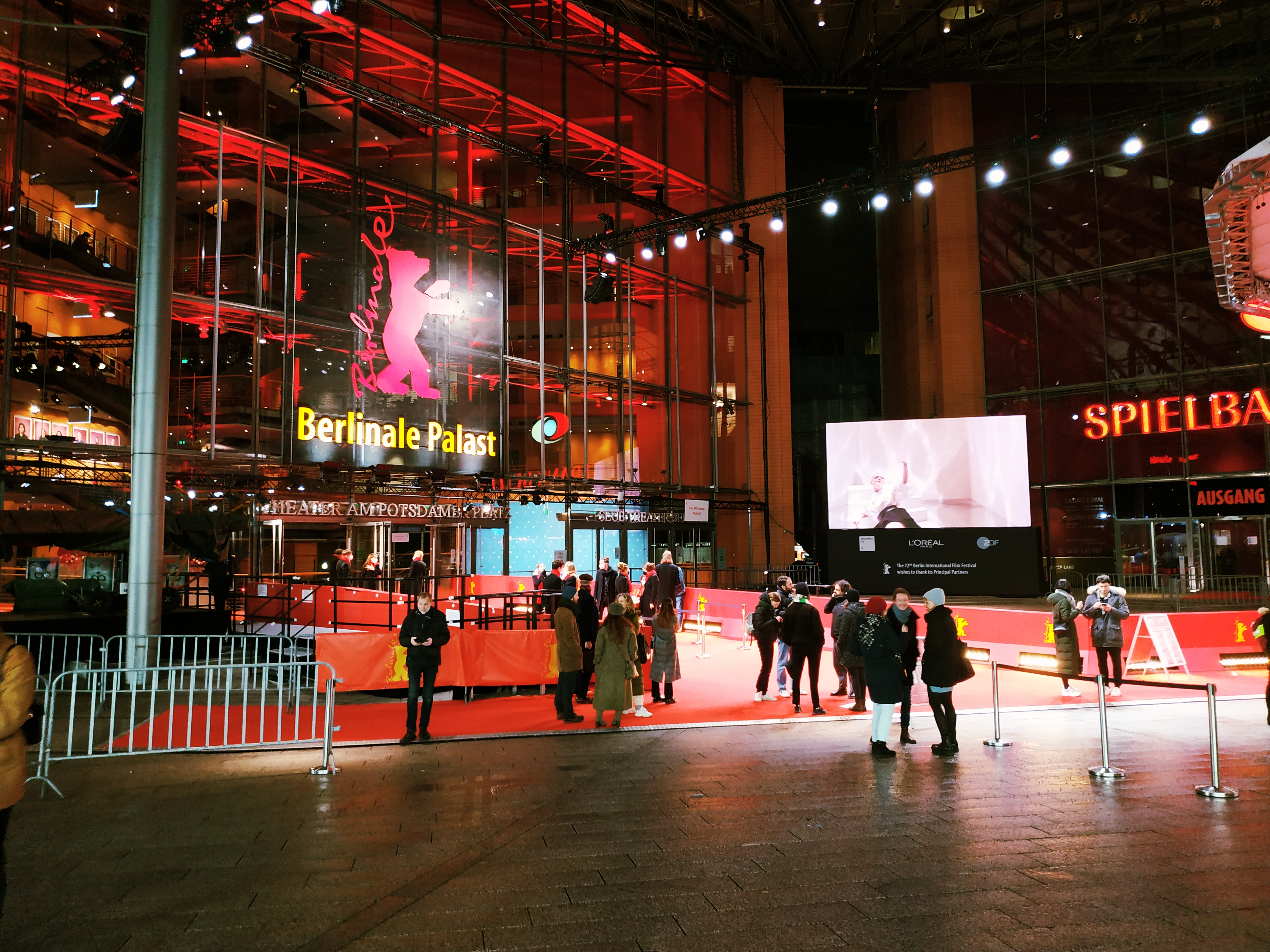
Il Theater am Potsdamer Platz nel quartiere di Tiergarten.

La 72ª edizione del Festival internazionale del cinema di Berlino si è svolta a Berlino dal 10 al 20 febbraio 2022, con il Theater am Potsdamer Platz come sede principale. Alla direzione del festival sono stati per il terzo anno Carlo Chatrian e Mariette Rissenbeek.
L'Orso d'oro è stato assegnato al film Alcarràs - L'ultimo raccolto della regista spagnola Carla Simón.
L'Orso d'oro alla carriera è stato assegnato all'attrice Isabelle Huppert, alla quale è stata dedicata la sezione "Homage".
Il festival è stato aperto dal film in concorso Peter von Kant di François Ozon.
La retrospettiva di questa edizione, intitolata "No Angels - Mae West, Rosalind Russell & Carole Lombard" e inizialmente prevista per l'edizione del 2021, è stata dedicata alle tre dive di Hollywood degli anni trenta e quaranta.

## Giurie

### Giuria internazionale
- M. Night Shyamalan, regista, sceneggiatore, attore e produttore (Stati Uniti) - Presidente di giuria[5]
- Karim Aïnouz, regista e sceneggiatore (Brasile)
- Saïd Ben Saïd, produttore (Tunisia)
- Anne Zohra Berrached, regista e sceneggiatrice (Germania)
- Tsitsi Dangarembga, scrittrice e regista (Zimbabwe)
- Ryūsuke Hamaguchi, regista e sceneggiatore (Giappone)
- Connie Nielsen, attrice (Danimarca)

### Giuria "Encounters"
- Chiara Marañón, direttrice della programmazione di MUBI (Spagna)[5]
- Ben Rivers, artista e filmmaker (Regno Unito)
- Silvan Zürcher, produttore (Svizzera)

### Giuria "Opera prima"
- Gaia Furrer, direttrice artistica delle Giornate degli autori alla Mostra di Venezia (Italia)[5]
- Vimukthi Jayasundara, regista e sceneggiatore (Sri Lanka)
- Shahrbanoo Sadat, regista, sceneggiatrice e produttrice (Afghanistan)

### Giuria "Documentari"
- Wang Bing, regista (Cina)[5]
- Rana Eid, sound designer (Libano)
- Susanne Schüle, direttrice della fotografia (Germania)

### Giuria "Cortometraggi"
- Payal Kapadiya, regista e sceneggiatrice (India)[5]
- Rosa Barba, artista e filmmaker (Italia)
- Reinhard W. Wolf, scrittore, editore e curatore (Germania)

### Giurie "Generation"

#### Kinderjury/Jugendjury
Gli Orsi di cristallo sono stati assegnati da due giurie nazionali, la Kinderjury per la sezione "Kplus" e la Jugendjury per la sezione "14plus", composte rispettivamente da undici membri di 11-14 anni e sette membri di 14-18 anni selezionati dalla direzione del festival attraverso questionari inviati l'anno precedente.

#### Giurie internazionali
Nelle sezioni "Kplus" e  "14plus", il Grand Prix e lo Special Prize sono stati assegnati da due giurie internazionali composte, rispettivamente, dalla direttrice della fotografia Daniela Cajías (Bolivia), il montatore Samuel Kishi Leopo (Messico) e Nicola Jones (Germania), direttrice del festival Goldener Spatz di Gera e Erfurt, e dal critico e produttore Paolo Bertolin (Italia), la regista e sceneggiatrice Rubika Shah (Regno Unito) e l'animatore e fumettista Dash Shaw (Stati Uniti).

## Selezione ufficiale

### In concorso
- A E I O U – Das schnelle Alphabet der Liebe, regia di Nicolette Krebitz (Germania, Francia)
- Alcarràs - L'ultimo raccolto (Alcarràs), regia di Carla Simón (Spagna, Italia)
- Un año, una noche, regia di Isaki Lacuesta (Spagna, Francia)
- Un été comme ça, regia di  Denis Côté (Canada)
- Call Jane, regia di Phyllis Nagy (Stati Uniti d'America)
- Drii Winter, regia di Michael Koch (Svizzera, Germania)
- Everything Will Be Ok, regia di Rithy Panh (Francia, Cambogia)
- Incroci sentimentali (Avec amour et acharnement), regia di Claire Denis (Francia)
- Leonora addio, regia di Paolo Taviani (Italia)
- La Ligne - La linea invisibile (La Ligne), regia di Ursula Meier (Svizzera, Francia, Belgio)
- Una mamma contro G.W. Bush (Rabiye Kurnaz gegen George W. Bush), regia di Andreas Dresen (Germania, Francia)
- Before, Now & Then (Nana), regia di Kamila Andini (Indonesia)
- Passeggeri della notte (Les Passagers de la nuit), regia di Mikhaël Hers (Francia)
- Peter von Kant, regia di François Ozon (Francia)
- Rimini, regia di Ulrich Seidl (Austria, Francia, Germania)
- Robe of Gems, regia di Natalia López Gallardo (Messico, Argentina, Stati Uniti d'America)
- So-seol-ga-ui yeong-hwa, regia di Hong Sang-soo (Corea del Sud)
- Terra e polvere (Yǐn rù chényān), regia di Li Ruijun (Cina)

### Berlinale Special
- 1341 Framim Mehamatzlema Shel Micha Bar-Am, regia di Ran Tal (Israele, Regno Unito, Stati Uniti d'America)
- Eine deutsche Partei, regia di Simon Brückner (Germania)
- Le Chêne, regia di Laurent Charbonnier e Michel Seydoux (Francia)
- Nest, regia di Hlynur Pálmason (Danimarca, Islanda)
- Nothing Lasts Forever, regia di Jason Kohn (Stati Uniti d'America)
- Terminal norte, regia di Lucrecia Martel (Argentina)
- This Much I Know to Be True, regia di Andrew Dominik (Regno Unito)

#### Berlinale Special Gala
- Against the Ice, regia di Peter Flinth (Islanda, Danimarca)
- À propos de Joan, regia di Laurent Larivière (Francia, Germania, Irlanda)
- Der Passfälscher, regia di Maggie Peren (Germania, Lussemburgo)
- Gangubai Kathiawadi, regia di Sanjay Leela Bhansali (India)
- Good Luck to You, Leo Grande, regia di Sophie Hyde (Regno Unito)
- Incroyable mais vrai, regia di Quentin Dupieux (Francia, Belgio)
- Occhiali neri, regia di Dario Argento (Italia, Francia)
- The Outfit, regia di Graham Moore (Stati Uniti d'America)

#### Berlinale Series
- Lust – episodi 1-4, regia di Ella Lemhagen (Svezia)
- Ellas vagt – episodi 1-2, regia di Lone Scherfig, Søren Balle e Ole Christian Madsen (Danimarca)
- The Rising – episodi 1-2, regia di Ed Lilly, Thora Hilmarsdottir, Paul Walker e Carl Tibbetts (Regno Unito)
- Podezření – episodi 1-2, regia di Michal Blaško (Repubblica Ceca, Francia)
- Svörtu sandar – episodi 1-2, regia di Baldvin Z (Islanda)
- Le temps des framboises – episodi 1-2, regia di Philippe Falardeau (Canada)
- Iosi, el espía arrepentido – episodi 1-3, regia di Daniel Burman e Sebastián Borensztein (Argentina)

### Encounters
- À vendredi, Robinson, regia di Mitra Farahani (Francia, Svizzera, Iran, Libano)
- Axiom, regia di Jöns Jönsson (Germania)
- Brat vo vsyom (Brat vo vsyom), regia di Alexander Zolotukhin (Russia)
- Coma, regia di Bertrand Bonello (Francia)
- Father's Day, regia di Kivu Ruhorahoza (Rwanda)
- Flux Gourmet, regia di Peter Strickland (Regno Unito, Stati Uniti d'America, Ungheria)
- I Poli ke i Poli, regia di Christos Passalis e Syllas Tzoumerkas (Grecia)
- Journal d'Amérique, regia di Arnaud des Pallières (Francia)
- Keiko, me wo sumasete, regia di Shō Miyake (Giappone, Francia)
- A Little Love Package, regia di Gastón Solnicki (Austria, Argentina)
- Mutzenbacher, regia di Ruth Beckermann (Austria)
- Queens of the Qing Dynasty, regia di Ashley McKenzie (Canada)
- Sonne, regia di Kurdwin Ayub (Austria)
- Unrueh, regia di Cyril Schäublin (Svizzera)
- Zum Tod meiner Mutter, regia di Jessica Krummacher (Germania)

### Panorama
- Gat-eun sog-os-eul ibneun du yeoja, regia di Kim Se-in (Corea del Sud)
- La bambina segreta (Tā fardā), regia di Ali Asgari (Iran, Francia)
- Berdreymi, regia di Guðmundur Arnar Guðmundsson (Islanda, Danimarca, Svezia, Paesi Bassi, Repubblica Ceca)
- Calcinculo, regia di Chiara Bellosi (Italia, Svizzera)
- Concerned Citizen, regia di Idan Haguel (Israele)
- Produkty 24, regia di Michael Borodin (Russia, Slovenia, Turchia)
- Una femmina, regia di Francesco Costabile (Italia)
- Fogaréu, regia di Flávia Neves (Brasile, Francia)
- Grand Jeté, regia di Isabelle Stever (Germania)
- Baqyt, regia di Askar Uzabayev (Kazakistan)
- Klondike, regia di Maryna Er Gorbach (Ucraina, Turchia)
- A Love Song, regia di Max Walker-Silverman (Stati Uniti d'America)
- Cinco lobitos, regia di Alauda Ruiz de Azúa (Spagna)
- L'innamorato, l'arabo e la passeggiatrice (Viens je t'emmène), regia di Alain Guiraudie (Francia)
- El norte sobre el vacío, regia di Alejandra Márquez Abella (Messico)
- Kdyby radši hořelo, regia di Adam Koloman Rybanský (Repubblica Ceca)
- Alle reden übers Wetter, regia di Annika Pinske (Germania)
- Taurus, regia di Tim Sutton (Stati Uniti d'America)
- Heroji radničke klase, regia di Miloš Pušić (Serbia)

#### Panorama Dokumente
- Bettina, regia di Lutz Pehnert (Germania)
- Brainwashed: Sex-Camera-Power, regia di Nina Menkes (Stati Uniti d'America)
- Dreaming Walls, regia di Amélie van Elmbt e Maya Duverdier (Belgio, Francia, Stati Uniti d'America, Paesi Bassi, Svezia)
- Aşk, Mark ve Ölüm, regia di Cem Kaya (Germania)
- Myanmar Diaries, regia di The Myanmar Film Collective (Paesi Bassi, Myanmar, Norvegia)
- Nelly & Nadine, regia di Magnus Gertten (Svezia, Belgio, Norvegia)
- Nel mio nome, regia di Nicolò Bassetti (Italia)
- No Simple Way Home, regia di Akuol de Mabior (Kenya, Sudan del Sud, Sudafrica)
- No U-Turn, regia di Ike Nnaebue (Nigeria, Sudafrica, Francia, Germania)
- Nous, étudiants!, regia di Rafiki Fariala (Repubblica Centrafricana, Francia, Repubblica Democratica del Congo, Arabia Saudita)

### Forum

#### Programma principale
- Afterwater, regia di Dane Komljen (Germania, Corea del Sud, Spagna, Serbia)
- Aqyn, regia di Därejan Ömırbaev (Kazakistan)
- Bashtaalak sa'at, regia di Mohammad Shawky Hassan (Egitto, Libano, Germania)
- Camuflaje, regia di Jonathan Perel (Argentina)
- Cette maison, regia di Miryam Charles (Canada)
- Europe, regia di Philip Scheffner (Germania, Francia)
- A Flower in the Mouth, regia di Éric Baudelaire (Francia, Germania, Corea del Sud)
- Für die Vielen - Die Arbeiterkammer Wien, regia di Constantin Wulff (Austria)
- Geographies of Solitude, regia di Jacquelyn Mills (Canada)
- Happer's Comet, regia di Tyler Taormina (Stati Uniti)
- Naj-eneun deobgo bam-eneun chubgo, regia di Park Song-yeol (Corea del Sud)
- Jet Lag, regia di Zheng Lu Xinyuan (Svizzera, Austria)
- Mato seco em chamas, regia di Adirley Queirós e Joana Pimenta (Brasile, Portogallo)
- La edad media, regia di Alejo Moguillansky e Luciana Acuña (Argentina)
- Miền ký ức, regia di Kim Quy Bui (Vietnam, Germania)
- Mis dos voces, regia di Lina Rodriguez (Canada)
- Nuclear Family, regia di Erin e Travis Wilkerson (Stati Uniti, Singapore)
- Rewind & Play, regia di Alain Gomis (Francia, Germania)
- Scala, regia di Ananta Thitanat (Thailandia)
- The State and Me, regia di Max Linz (Germania)
- Super Natural, regia di Jorge Jácome (Portogallo)
- Terra que marca, regia di Raul Domingues (Portogallo)
- Três tigres tristes, regia di Gustavo Vinagre (Brasile)
- O trio em mi bemol, regia di Rita Azevedo Gomes (Portogallo, Spagna)
- The United States of America, regia di James Benning (Stati Uniti)
- El veterano, regia di Jerónimo Rodriguez (Cile)
- Nie zgubiliśmy drogi, regia di Anka e Wilhelm Sasnal (Polonia)

## Premi

### Premi della giuria internazionale

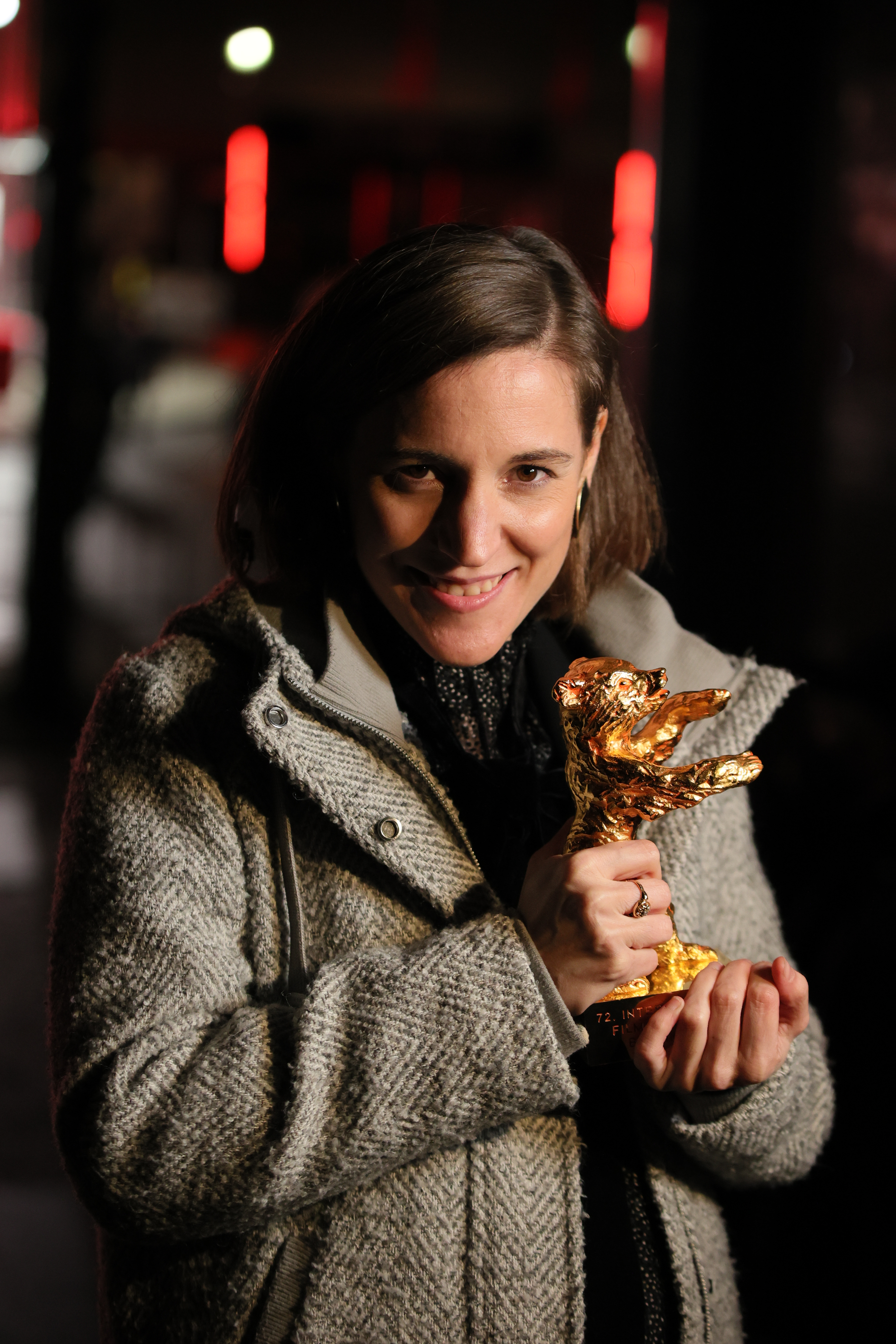
Carla Simón vincitrice dell'Orso d'oro al Festival di Berlino 2022

- Orso d'oro: Alcarràs - L'ultimo raccolto (Alcarràs) di Carla Simón
- Orso d'argento, gran premio della giuria: So-seol-ga-ui yeong-hwa di Hong Sang-soo
- Orso d'argento, premio della giuria: Robe of Gems di Natalia López Gallardo
- Orso d'argento per il miglior regista: Claire Denis per Incroci sentimentali (Avec amour et acharnement)
- Orso d'argento per la miglior interpretazione da protagonista: Meltem Kaptan, per Una mamma contro G.W. Bush (Rabiye Kurnaz gegen George W. Bush) di Andreas Dresen
- Orso d'argento per la miglior interpretazione da non protagonista: Laura Basuki, per Before, Now & Then (Nana) di Kamila Andini
- Orso d'argento per la migliore sceneggiatura: Laila Stieler per Rabiye Kurnaz gegen George W. Bush
- Orso d'argento per il miglior contributo artistico: Rithy Panh e Sarit Mang, per il documentario Everything Will Be OK
- Menzione speciale: Drii Winter di Michael Koch

### Premio onorario
- Orso d'oro alla carriera: Isabelle Huppert

### Premi della giuria "Encounters"
- Miglior film: Mutzenbacher di Ruth Beckermann
- Premio speciale della giuria: À vendredi, Robinson di Mitra Farahani
- Miglior regista: Cyril Schäublin per Unrueh

### Premi della giuria "Opera prima"
- Migliore opera prima: Sonne di Kurdwin Ayub

### Premi della giuria "Documentari"
- Miglior documentario: Myanmar Diaries di The Myanmar Film Collective

### Premi della giuria "Cortometraggi"
- Orso d'oro per il miglior cortometraggio: Trap di Anastasia Veber
- Orso d'argento, premio della giuria: Manhã de Domingo di Bruno Ribeiro
- Menzione speciale: Bird in the peninsula di Atsushi Wada

### Premi delle giurie indipendenti
- Premio FIPRESCI (Competizione): Leonora addio di Paolo Taviani
- Premio FIPRESCI (Encounters): Coma di Bertrand Bonello
- Premio FIPRESCI (Panorama): Bettina di Lutz Pehnert
- Premio FIPRESCI (Forum): Super Natural di Jorge Jácome